# 死間行動
《死間行動》（英語：Operation Mincemeat）是一部2021年英國戰爭劇情片，由約翰·麥登執導。電影改編自本·麥金太爾所著的關於二戰期間英國肉餡行動的書。本片由華納兄弟在國際、歐洲大部分地區（包括英國）發行，2022年4月15日在英國上映；Netflix負責北美發行。

## 製作
2019年5月宣布這部電影將由約翰·麥登執導，柯林·佛斯將主演。凱莉·麥當勞於10月加入電影。12月，馬修·麥費狄恩、潘妮洛普·威爾頓、約翰尼·弗林、湯姆·威爾金森、海蒂·莫拉漢、西蒙·拉塞爾·比爾、保羅·里特和馬克·加蒂斯加入了演員陣容。傑森·艾塞克於2020年3月被宣佈為演員陣容的一部分。

### 拍攝
主體攝影於2019年12月在倫敦和西班牙兩地間開始。拍攝地點包括2020年2月在北德文區郡桑頓海灘拍攝戰鬥場景和2021年3月在馬拉加的拍攝。

## 發行
2021年2月，Netflix獲得了該電影在北美和拉丁美洲的發行權。華納兄弟在此前已獲得該片在英國、愛爾蘭、法國、德國、西班牙、意大利、比利時、荷蘭和盧森堡的發行權。

## 評價
在爛番茄上，40條評論中93%的評論是正面的，平均評分為6.8/10。該網站的關鍵共識是：「如果它基於事實的故事比這裡呈現的更令人著迷，此部電影仍然是一部引人入勝且表現出色的戰時戲劇。」使用加權平均數的Metacritic，根據11位評論家的評分，滿分100分中的63分，表明“普遍好評”。

## 外部連結
- 互联网电影数据库（IMDb）上《死間行動》的资料（英文）